# Локомотив (футбольный клуб, Купянск)
«Локомотив» — украинский футбольный клуб из города Купянск Харьковской области. Является одним из самых титулованных клубов в регионе. Команда 13 раз выигрывала Чемпионат Харьковской области по футболу, что является рекордом.

## История
Команда была основана в 1923 году. В начале 1930-х годов в поселке Купянск-Узловой был построен стадион «Локомотив». С 1936 года узловские футболисты систематически участвуют в соревнованиях, проводимых Добровольным спортивным обществом «Локомотив».
Первый клубный успех «Локомотива» датирован 1947 годом, когда футболисты завоевали золотые медали чемпионата Харьковской области. В 1948-м команда получила «серебро», а чемпионский титул вернула в 1952-м.
Крупнейшим успехом в биографии команды стала победа в 1966 году во Всесоюзном первенстве Центрального совета ДСО «Локомотив», в котором принимали участие несколько десятков лучших команд железнодорожников МПС и Минтрансстроя СССР. Отличились железнодорожники и в чемпионате Слобожанщины: в том же 1966-м завоевывает золото чемпионата Харьковской области, в 1965, 1967, 1968 годах становится серебряным призером, а в 1964-м — бронзовым.
22 июля 1997 года была создана общественная организация Футбольный клуб «Локомотив».
В 2000—2012 годах команда десять раз становилась чемпионом области, причём с 2005-го по 2012 год — бессменным. За это время «Локо» семь раз выигрывает Кубок Харьковской области, посвященный памяти мастера спорта СССР Н. Т. Уграицкого, а также становится обладателем Кубка Генерального директора «Укрзалізниці» (2007 год). На всеукраинском уровне клуб выигрывает бронзу и серебро чемпионата страны среди любительских команд.

## Достижения
Любительский чемпионат Украины по футболу (4 дивизион): 
- Вице-чемпион (1 раз) — 2012.
- Бронзовый призёр (2 раза) — 2008, 2013.

 Чемпионат Харьковской области по футболу: 
 Высшая лига (5 дивизион): 
- Чемпион (13 раз) — 1947, 1952, 1966, 2001, 2003, 2005—2012.
- Вице-чемпион (7 раз) — 1948, 1965, 1967, 1968, 1998, 2002, 2004.
- 3 место (4 раза) — 1964, 1996, 1997, 2015.

 Кубок Харьковской области по футболу памяти Н. Т. Уграицкого: 
- Обладатель (7 раз) — 2003, 2004, 2005, 2007, 2008, 2009, 2011.
- Финалист (1 раз) — 2014.

## Текущий состав
| №  |              | Поз.    | Имя                  | Год рождения |
| -- | ------------ | ------- | -------------------- | ------------ |
| 16 | Флаг Украины | ВРАТАРЬ | Сергей Шаповал       | 1986         |
| 2  | Флаг Украины | ПОЛЕ    | Андрей Чепига        | 1988         |
| 7  | Флаг Украины | ПОЛЕ    | Александр Холодков   | 1988         |
| 8  | Флаг Украины | ПОЛЕ    | Алексей Чарковский   | 1986         |
| 3  | Флаг Украины | ПОЛЕ    | Вячеслав Лебединский | 1989         |
| 9  | Флаг Украины | ПОЛЕ    | Евгений Шаповал      | 1987         |
| 10 | Флаг Украины | ПОЛЕ    | Константин Марченко  | 1990         |
| 11 | Флаг Украины | ПОЛЕ    | Роман Бондаренко     | 1989         |
| 15 | Флаг Украины | ПОЛЕ    | Денис Скоторенко     | 1991         |

| №  |              | Поз. | Имя                | Год рождения |
| -- | ------------ | ---- | ------------------ | ------------ |
| 17 | Флаг Украины | ПОЛЕ | Артем Комиссаров   | 1990         |
| 18 | Флаг Украины | ПОЛЕ | Олег Сероштан      | 1987         |
| 44 | Флаг Украины | ПОЛЕ | Олег Кононыхин     | 1990         |
| 77 | Флаг Украины | ПОЛЕ | Александр Литвиняк | 1990         |
| 88 | Флаг Украины | ПОЛЕ | Иван Марченко      | 1988         |
| 99 | Флаг Украины | ПОЛЕ | Евгений Волга      | 1985         |
| 19 | Флаг Украины | ПОЛЕ | Егор Коваленко     | 1991         |